# Ergolabus ronasus
Ergolabus ronasus là một loài ruồi trong họ Tachinidae.